# La profecía del cuervo
La profecía del Cuervo (The Raven Boys en inglés) es una obra literaria hecha por Maggie Stiefvater. Es la primera entrega de la trilogía "The Raven Cycle". Fue publicada el 7 de junio de 2015

## Sinopsis
Cada año la noche de San Marcos, Blue Sargent acompaña a su madre al camino de los muertos para ver a los que morirán en los siguientes doce meses. Sin embargo este años es distinto; Blue, la única de la familia que no tiene facultades adivinatorias, ha visto a uno de esos espíritu y eso solo puede significar que es su amor verdadero o que lo va a matar.
Él se llama Gansey y es el estudiante más rico del colegio privado más elitista de la zona, la Academia Aglionby, cuyo emblema es un cuervo que todos los estudiantes llevan bordado en el jersey. Junto a Adam, un estudiante brillante, celoso del poder económico de sus compañeros; Ronan, un chico con problemas emocionales desde la muerte de su padre, y Noah, el observador taciturno que apenas habla, forman los chicos del cuervo, y están empeñados en descubrir la ubicación de la tumba del último rey galés, Glendower, el último rey cuervo.
Blue sabe que debe mantenerse alejada de ellos, porque los chicos cuervo siempre traen problemas. Aunque nunca podría imaginarse el siniestro y oscuro mundo que los rodea, donde la magia dejará de ser un juego para convertirse en una amenaza mortal.

## Personajes

### Personajes principales
- Blue Sargent: Es una chica que vive en el 300 de Fox Way junto a su madre, su tía Neeve, y otras videntes. Es la única de la familia que no tiene poderes de visión, pero si tiene una gran energía que atrae a los espíritus, por lo tanto, acompaña a su madre al camino de los espíritus, la noche de San Marcos. Ese año, Blue ve por primera vez un espíritu, y eso sólo significa que es su amor verdadero o lo va a matar.

- Richard "Dick" Campbell Gansey III: Gansey, como es llamado comúnmente, es un chico estudiante del Instituto Aglionby, adinerado, y con una obsesión por la líneas ley y ansias desesperadas por hallar la tumba de  Glendower, el último Rey Cuervo.

- Adam Parrish: Amigo de Gansey. Estudia en el Aglionby, tiene una mente brillante y envidia a sus compañeros por tener una mejor situación económica. Es quien más apoya a Gansey en su búsqueda del Rey Cuervo.

- Ronan Lynch: Uno de los tres hermanos Lynch. Tiene problemas emocionales desde la muerte de su padre. Luego de la muerte de su padre, los hermanos Lynch se separaron y ahora se odian.

- Noah Czerny: Noah, el chico callado, es uno de los tre amigos de Gansey. Vive junto a Gansey y Ronan en Manufactuas Monmouth.

### Personajes recurrentes
- Maura Sargent: Madre de Blue.
- Neeve Sargent: Tía de Blue.
- Persephone: Tía de Blue.
- Orla: Prima de Blue.
- Declan Lynch: Hermano mayor de Ronan.
- Barrington Whelk: Profesor de Latín de Aglionby.
- Roger Malory: Doctor y profesor. Amigo de Gansey.

- Datos: Q21624970